# Statue du Christ-Roi (Les Houches)
Pour les articles homonymes, voir Statue du Christ-Roi.
La statue du Christ-Roi est une statue monumentale de 25 mètres de hauteur, située sur la commune française des Houches en Haute-Savoie.

## Géographie

### Situation
Le monument se situe à 2 km au nord-est de la commune des Houches, dans le hameau de Le Coupeau. Il est implanté sur un éperon rocheux de 50 m d’aplomb, à 1 200 m d'altitude ce qui lui permet de dominer la vallée de Chamonix. Le site est accessible uniquement à pied depuis des chemins de randonnée débutant soit au hameau soit depuis la route menant au parc animalier de Merlet.

### Géologie
La statue est installée sur un escarpement de roches sédimentaires non métamorphisés d'âge Westphalien à Stéphanien (Permien). Ces couches comportent une vaste de gamme de lithologie depuis des schistes sédimentaires aux conglomérats et se caractérisent par leur teinte sombre en raison de la présence de nombreux débris charbonneux. Elles constituent le remplissage des bassins houillers permo-carbonifères dispersés dans le massif des Aiguilles Rouges entre les intrusions granitiques.

## Histoire

### Motivations
L’abbé Claude-Marie Delassiat, curé des Houches de 1926 à 1951, envisage de construire une statue colossale, encore plus imposante que celle du Christ-Rédempteur à Rio de Janeiro, pour concrétiser l’idée portée par l’encyclique Quas primas du pape Pie XI qui proclame la royauté universelle du Christ et après avoir déclaré « le Règne du Christ par la paix du Christ » dans une première encyclique le 23 décembre 1922,. Il reçoit alors le soutien de Monseigneur du Bois de la Villerabel, évêque d'Annecy, et les encouragements du Vatican, et se lance dans une souscription en 1929 pour financer le monument. La somme nécessaire est recueillie en trois ans.
Le site choisi pour l'édification de la statue est le rocher d’Oran, face au mont Blanc. La statue symbolise « l’amour et la paix entre les hommes » dans une période trouble selon le curé et « ce monument érigé face au Mont-Blanc signifie que, de même que le sommet domine l’Europe, le Christ domine le monde et les siècles ».

### Construction
La construction de la statue est confiée à l'architecte Georges Serraz, spécialisé dans la sculpture religieuse, tandis que l'architecte Viggo Feveile supervise l’aménagement intérieur de l’édifice et la réalisation d'un campanile, construit à côté de la statue et qui abrite la cloche de la Paix. Initialement estimé à une quarantaine de mètres de haut, sa hauteur est réduite à 25 m en raison d'un financement insuffisant.
La première pierre est posée en août 1933. Les conditions d'accès de l'époque compliquent le travail des ouvriers qui sont obligés de travailler sur place et sans route carrossable. Des wagonnets sur rails sont installés et permettent d'acheminer tout le matériel sur site. Les travaux sont interrompus pendant l'hiver et sont terminés au bout d'un an.
La statue est inaugurée le 19 août 1934 par l'évêque Florent du Bois de la Villerabel, accompagné par la fanfare du 27e bataillon de chasseurs alpins.

### Rachat et protection patrimoniale
La commune des Houches rachète la statue le 19 décembre 1977 pour 5 000 francs.
La statue monumentale fait l’objet d’une inscription au titre des monuments historiques depuis le 10 mars 2020.

## Caractéristiques

### Statue

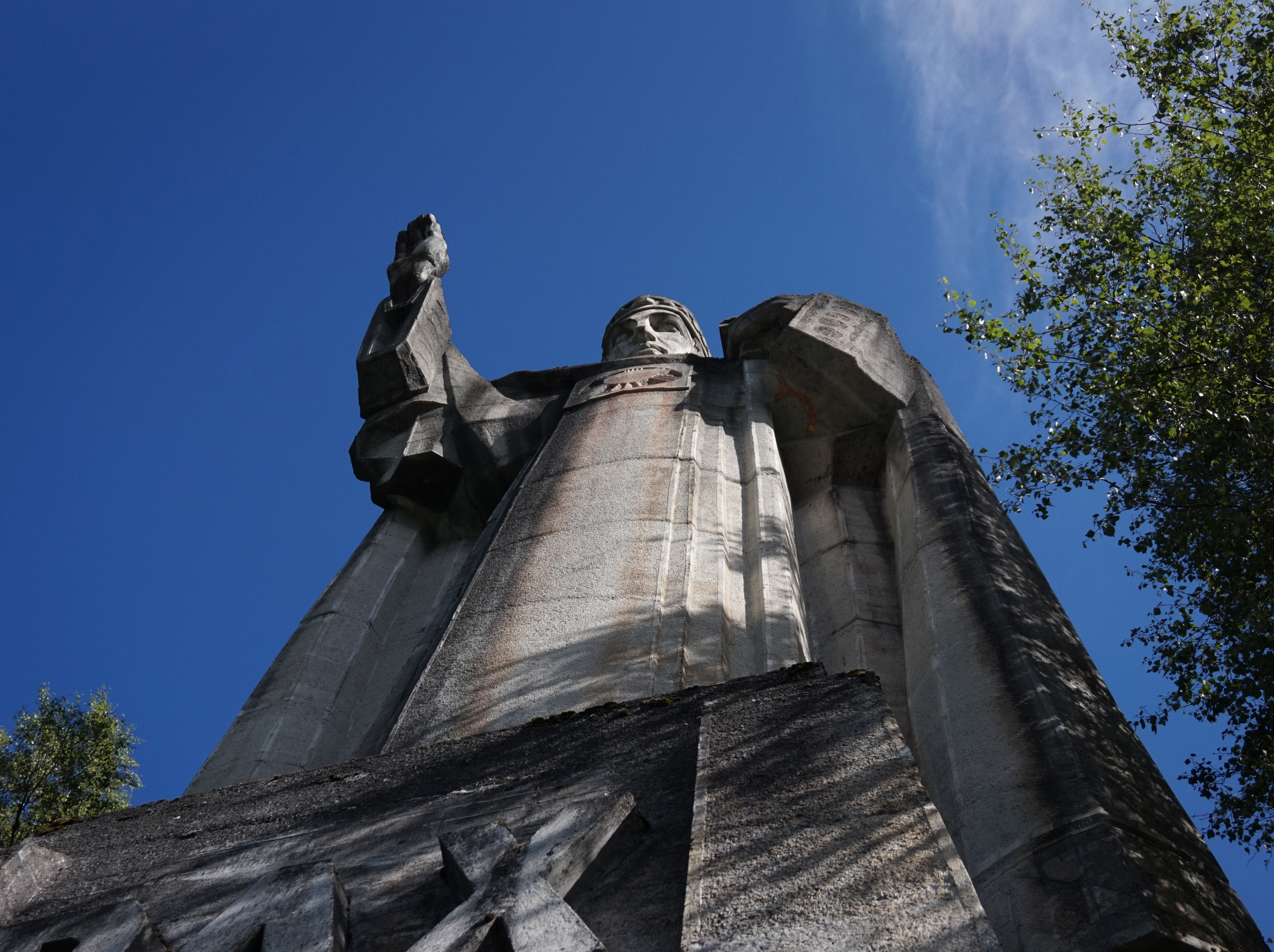
Le Christ-Roi depuis sa base.

La statue est réalisée en béton armé, considéré à l'époque comme un matériau novateur et dans un style Art déco. Il permet la construction successive de cinq étages qui sont joints par des ferraillages pour rigidifier l'ensemble. Les coffrages sont réalisés à partir d'une maquette. Celle-ci comprenant le haut de la poitrine, les bras et la tête, est modelée dans l’atelier de Paris puis expédiée par train. Le travail de sculpture a ensuite été fait sur place, le bras bénissant étant l’élément le plus compliqué à réaliser. La statue est ensuite recouverte d'un revêtement à base de silithe qui lui confère une apparence de granite tandis qu'une patine en or est appliquée sur le sceptre, la couronne, l’auréole et le cœur.
Elle pèse 500 t pour 25 m de hauteur. Elle est la deuxième plus haute statue de France après celle de la Vierge du Mas Rillier, également sculptée par Georges Serraz, située à Miribel, dans l'Ain, qui culmine à 32,6 m. Le gabarit et le poids de la statue ont soulevé des problèmes de stabilité et de résistance au vent. Ses concepteurs ont été obligés de lui ajouter un socle en béton dont les murs font 48 cm d'épaisseur pour un volume total de 90 m3.
À l'intérieur, un escalier constitué de 84 marches en mélèze de Coupeau permet d’accéder à une plateforme dissimulée derrière la couronne,.

### Cloche
Il était prévu initialement de construire un clocher ainsi qu'un carillon à trois cloches. Une grande collecte populaire de métaux, complétée par une souscription, est organisée dès 1935. Mais durant l'occupation, la fonderie Paccard doit céder aux Allemands un important volume de métaux et oblige de revoir à la baisse les ambitions du projet. Une seule cloche de 1 800 kg est finalement réalisée à Sevrier en 1947. La cloche est transportée jusqu'aux Houches par la société Mermet. Son ascension au Coupeau est retardé par plusieurs rebondissement et est finalement effective le 11 août 1949. Elle est installée dans un petit bâtiment à côté de la statue.
La cloche, de note Do dièse de l’octave 3, est coulée par « LES FILS DE G. PACCARD A ANNECY LE VIEUX » d'après les inscriptions sur la cloche. Elle est la plus grande cloche de la vallée de Chamonix-Mont-Blanc. Elle pèse 1 800 kg pour 143,7 cm de diamètre à sa base. Elle a pour parrain Bernard-Emile et pour marraine Nicole. Tous les contributeurs à la souscription sont inscrits sur la cloche. Elle retentit tous les jours pour les Angélus à 8h, 12h et 19h, ainsi que pour les offices d'été en Juillet et Août. Grâce à sa situation géographique très particulière, on peut l'entendre dans une bonne partie de la vallée.

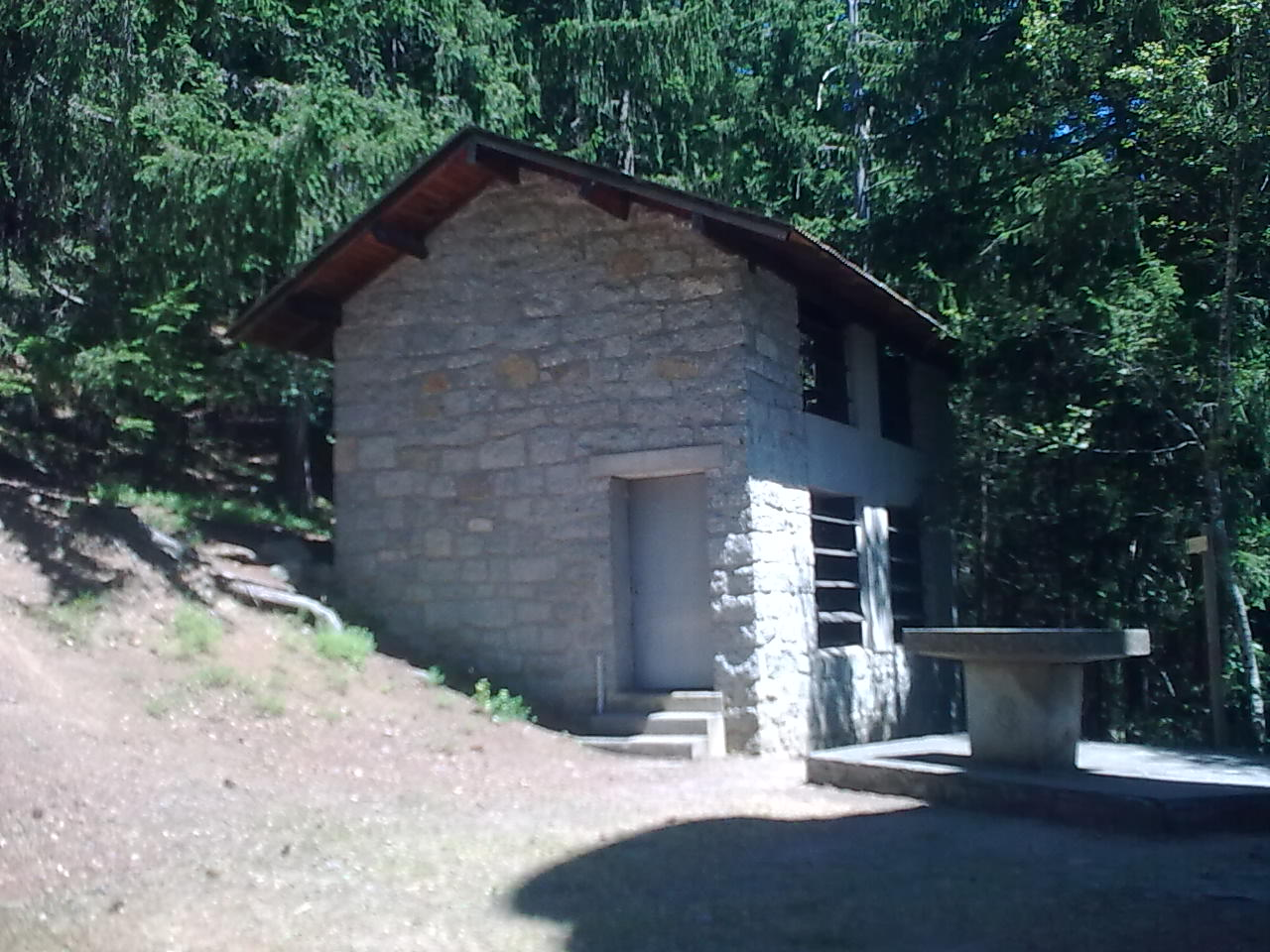
Le bâtiment à côté de la statue où est abritée la cloche.
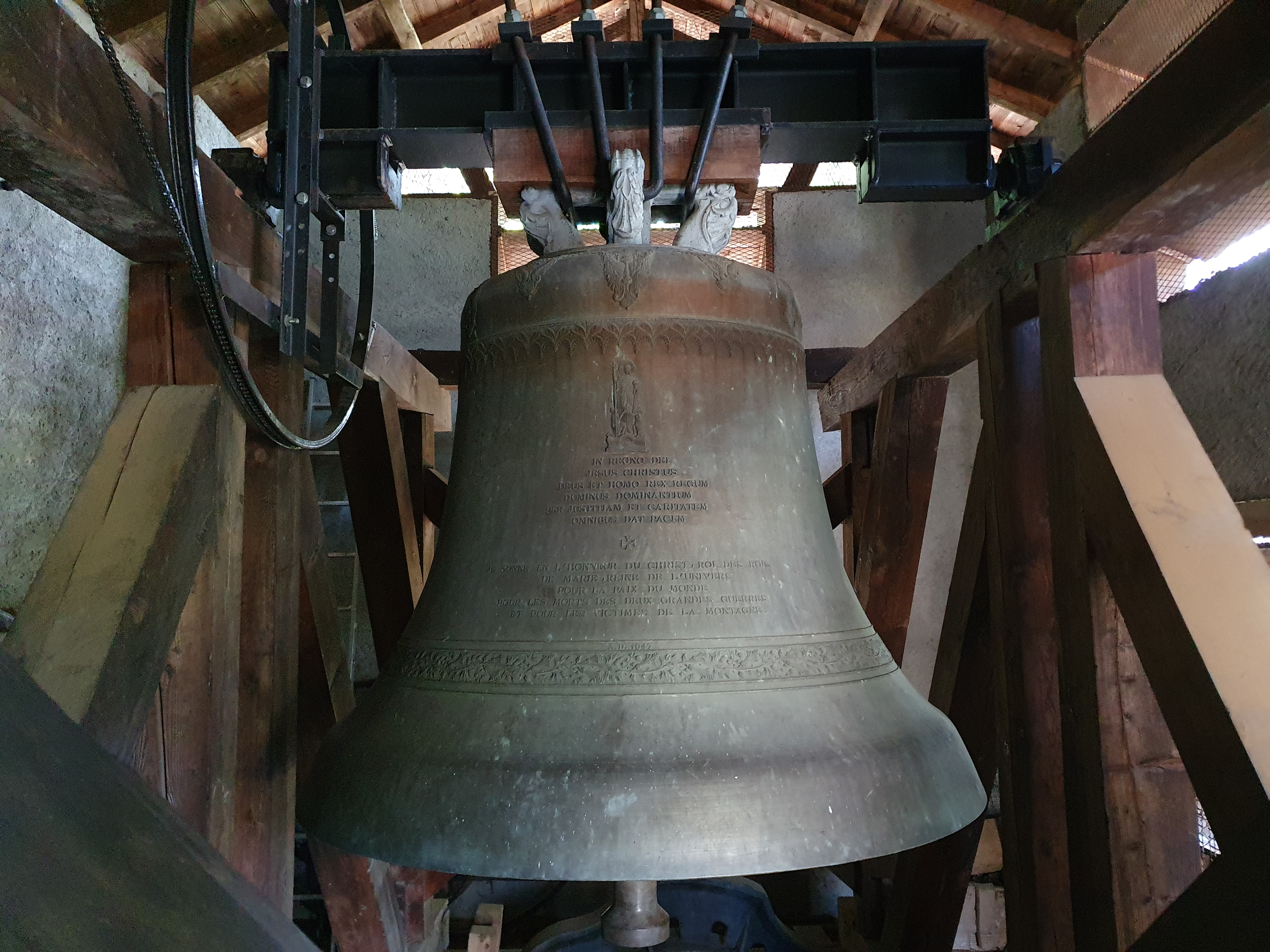
La cloche dans son campanile.

### Chapelle
Une chapelle piédestal est aménagée avec un double autel, intérieur et extérieur à l'intérieur de la statue. Elle rend hommage au pape Pie XI dont un buste a été placé au fronton lors de l’inauguration. Une plaque mentionne par ailleurs que Achille Ratti, futur Pie XI, était un grand amateur d’alpinisme dans sa jeunesse et réalisa l’ascension du mont Blanc. La chapelle est inaugurée et bénie le 14 août 1949 par le chanoine Kir.
Des pèlerinages sont organisés jusqu'à la mort de l’abbé Delassiat en 1951. Les messes se poursuivent jusque dans les années 1990. Elles reprennent à partir 2014 et sont célébrées les jeudis de juillet et d’août.